# Кьоко Хаяши
Кьоко Хаяши (на японски: 林 京子) е японска писателка, авторка на произведения в жанровете съвременен роман и мемоари.

## Биография и творчество
Кьоко Миядзаки Хаяши е родена на 28 август 1930 г. в Нагасаки, Япония. В периода 1931 – 1945 г. живее семейството си в Шанхай. През март 1945 г. се завръща в Нагасаки се записва в гимназията за момичета, където е мобилизирана в завода за боеприпаси на „Мицубиши“. На 9 август 1945 г., докато работи във фабриката, Нагасаки е унищожен от атомна бомба. Тя се намира на 1.4 км от епицентъра и остава жива. Сериозно боледува от лъчева болест в продължение на два месеца вследствие на облъчването и след това страда от крехко здраве. Започва да учи в курс за медицински сестри в Нагасаки, но напуска преди дипломирането.
Започва да пише през 1962 година. През 1967 г. във вестник „Бунгжи Шуто“ е публикувана повестта ѝ „Процес в облачен ден“.
През 1967 г. е публикувана книгата ѝ „Площадката на празненствата“, автобиографична история за бомбардировката на Нагасаки. Идея за написването ѝ се заражда, когато през 1968 г. по време на олимпийските игри гледа по телевизията предаване за празничните веселия на „Площада на младостта“. Те напомнат за спомена от друга бетонна площадка, на която на 9 август 1945 г. нейните съученички се веселили за последен път в живота си. В книгата включва изследвания и разкази на очевидци за максимален реализъм на случилото се и последствията. За книгата си е удостоена с престижната награда „Акутагава“ през 1975 г. във връзка с годишнината от бомбардиловката.
През 1980 г. е публикуван първият ѝ роман „Сякаш нищо не се е случило“ с полубибиографичен сюжет.
Темата за Нагасаки развива и в следващите си произведения. Сборниците ѝ с разкази са удостоени с наградите „Кавабата“ и „Мичи“. През 1990 г. получава наградата „Танизаки“.
Кьоко Хаяши умира на 1 март 2017 г. в Нагасаки.

## Произведения
- Matsuri no ba, 祭りの場 (1975) – награда „Акутагава“
Площадката на празненствата, изд.: „Военно издателство“, София (1980), прев. Нели Чалъкова
- Missheru no kuchibeni, ミッシェルの口紅. 上海 (1980)
- Shizen o kou. Shunkan no kioku, 自然を恋う. 瞬間の記憶 (1981)
- Shanhai, 上海 (1983) – награда за писателки
- Sangai no ie, 三界の家 (1984) – награда „Кавабата“
- Michi, 道 (1985)
- Tanima, 谷間 (1988)
- Bājinia no aoi sora, ヴァージニアの蒼い空 (1988)
- Rinbu, 輪舞, (1989)
- Yasuraka ni ima wa nemuritamae, やすらかに今はねむり給え (1990) – награда „Танизаки“
- Seishun, 青春 (1994)
- Rinbu. Kashi no ki no tēburu, 輪舞. 樫の木のテーブル (1989)
- Nagai jikan o kaketa ningen no keiken, 長い時間をかけた人間の経験 (2000) – награда „Нома“